# Tabu (film 2012)
Tabu è un film del 2012 diretto da Miguel Gomes.